# Jasmin Tabatabai
Jasmin Tabatabai, född 8 juni 1967 i Teheran, är en iransk-tysk musiker och skådespelerska.

## Roller i urval
- 1997 – Banditer
- 2000 – Den oberörbara
- 2000 – Gripsholm
- 2006 – Elementarpartiklarna
- 2006 – Fyra minuter
- 2007 – Blood & Chocolate
- 2008 – The Baader Meinhof Complex
- 2022, 2025 – Tatort (TV-serie) (2 avsnitt)